# Puck (mitologia)

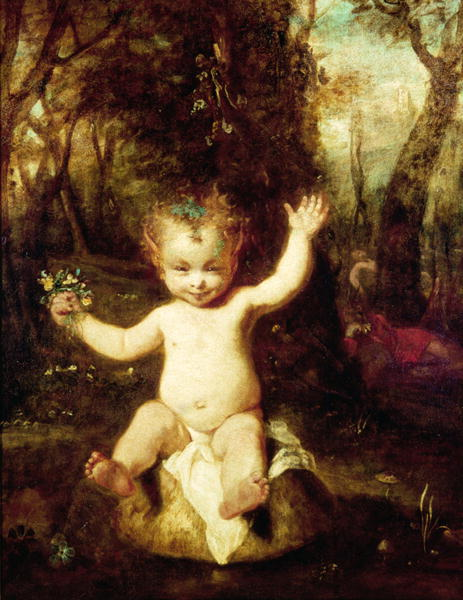
Puck (1789) de Joshua Reynolds

Puck ou Robin Goodfellow (em outras traduções, Bute) é um ser mitológico das Ilhas britânicas de carácter brincalhão e travesso. A sua popularidade advém de ser uma das personagens da peça de William Shakespeare, Sonho de uma noite de verão.